# コルバタ (劇団)
劇団コルバタ（げきだんコルバタ）は、日本の劇団
劇団として年2~3回本公演を行う。
座長を指名してコルバタ○○組という名称で公演を行なっている。
舞台の中にプロレスシーンが挟み込まれることが多く、日替わりゲストとしてプロレスラーが出る事が多い。
基本劇団員はおらず、代表が同じである姉妹劇団の水色革命の団員が出演するため、水色革命の別ブランドの色合いが強い。

## 来歴
2011年11月　劇団水色革命主宰であるMARUがコルバタの名を冠した公演を行い始める。

## 所属劇団員
- 代表MARU

## 過去の座長
- 狭間組＝狭間鉄
- 友池組＝友池一彦
- 志田組＝志田光
- 松井組＝松井珠紗
- 菅野組＝菅野真紀
- 十万喜組＝冨沢十万喜
- ひらやま組＝平山陽
- 星組＝藍星良
- 太田組＝太田勝
- 佐々岡組＝佐々岡美幸(宮門 満)
- 和興組＝和興
- 朱里組＝朱里

## 公演
- 第1回本公演「向かう先は青コーナー」(2015年4月2-5日 東京 戸野廣浩司記念劇場)[1]
- 第2回本公演「空中散歩とメンソール」(2015年5月28-31日 東京 戸野廣浩司記念劇場)
- 第3回本公演「メロスを走らせろ！」(2015年5月28-31日 東京 戸野廣浩司記念劇場)
- 第4回本公演「銀河鉄道の夜」(2015年7月9-12日 東京 シアターブラッツ)[2]
- 第5回本公演「バンクバンレッスン」(2015年10月22-25日 東京 戸野廣浩司記念劇場)[3]
- 第6回本公演「平安を祈ります」(2015年12月17-20日 東京 戸野廣浩司記念劇場)[4]
- 第7回本公演「さよならRADIO」(2016年2月24-28日 東京 戸野廣浩司記念劇場)
- 第8回本公演「手のひらを太陽に」(2016年4月7-10日 東京 戸野廣浩司記念劇場)
- 劇団水色革命・コルバタ・Ｉ＆Ｉファクトリー　ＭＡＲＵ25周年記念公園「オオカミは走る」(2016年4-5月 東京 東京芸術劇場シアターウェスト)[5][6]
- 第9回本公演・ＭＡＲＵ25周年記念公演(志田組)「和牛ステーキ1ポンド」(2016年8月25-28日 東京 シアターブラッツ)[7]
- 第10回本公演・ＭＡＲＵ25周年記念公演「A.D. automatic dream」(2016年12月21日-12月25日 東京 大塚萬劇場)[8][9]
- 第11回本公演
- 第12回本公演(志田組)「君の死に方、私の生き方」(2017年5月24-28日 東京 新宿スターフィールド)
- 第13回本公演(佐々岡組)「ウラとサキと愛を少々」(2017年6月28日-7月2日 東京 新宿スターフィールド)
- 第14回本公演(志田組)「プロレス超初心者ですが未来を託されました」(2017年9月27日-10月1日 東京 大塚萬劇場)[8][10]
- 第15回本公演「足音を鳴らせ！」(2018年1月31日-2月4日 東京 新宿スターフィールド)
- 第16回本公演「バンクバンレッスン」(2018年4月26-29日 東京 新宿スターフィールド)
- 第17回本公演(志田組)「片思い」(2018年6月28日-7月1日 東京 新宿スターフィールド)[11]
- 第18回本公演「どっかこっか」(2018年8月2-5日 東京 新宿スターフィールド)[12][13]
- 第19回本公演「飛行機の高く飛べるを。」(2018年8月24-26日 東京 新宿スターフィールド)
- 第20回本公演(太田組)「ギンモクセイ」(2018年12月27-30日 東京 新宿スターフィールド)[14]
- 第21回本公演(十万喜組)「INNOCENT GUILT」(2019年1月31日-2月3日 東京 新宿スターフィールド)
- 第22回本公演(志田組)「塩キャベツ大盛り」(2019年2月21-24日 東京 新宿スターフィールド)[15]
- 第23回若手特別公演「愛のことだわ2019～よくあることさ・プリンセス×プリンセル・フラワーズ～」(2019年4月 東京 新宿スターフィールド)
- 第24回本公演(友池組)「キタナイ涙」(2019年5月29日-6月2日 東京 新宿スターフィールド)
- 第25回本公演(十万喜組)「PEACH Man!?」(2019年8月8-12日 東京 新宿スターフィールド)
- 第26回本公演(志田組)「改札の前でアナタを拾いました」(2019年9月12-15日 東京 新宿スターフィールド)[16]
- 第27回本公演(和興組)「イヴノキセキ」(2019年12月4-8日 新宿スターフィールド)[17]
- 第28回本公演「tomorrow will be yesterday」(2020年2月13日-2月16日 新宿スターフィールド)
- 第29回本公演(ひらやま組)「南十字星」(2020年3月27日-3月29日 新宿スターフィールド)
- 第30回本公演(朱里組)「フィリピン人の父に投げっぱなしジャーマン」(2020年7月30日-8月2日 東京 シアターブラッツ)[18]
- 第31回本公演(十万喜組)「PEEKABOO CATHARSIS」(2021年7月1-4日 東京 シアターブラッツ)
- 第31回本公演(狭間組)「誓橋」(2021年7月7-10日 東京 シアターブラッツ)
- 第31回本公演(松井組)「青く、淡いから。」(2021年7月8-11日 東京 シアターブラッツ)
- 第32回本公演＆MARU30周年記念公演「恋夜行」(2022年2月10-13日 東京 シアターブラッツ)[19]
- 第33回本公演(友池組)「画素数の低い愛」(2022年3月30日-4月3日 東京 シアターブラッツ)[20]
- 第34回本公演
- 第35回本公演(十万喜組)「anagram DOLL」(2022年10月26-30日 東京 シアターブラッツ)
- 第36回本公演(志田組)「君と行く 桜並木の 春の朝」(2023年3月22-26日 東京 築地本願寺ブディストホール)
- 第37回本公演(友池組)「願わずとも、愛。」(2024年2月7-11日 東京 新宿スターフィールド)
- 第38回本公演(志田組)「モノクロの涙」(2024年6月19-23日 東京 新宿スターフィールド)
- 第39回本公演(菅野・星組)「君の死に方、私の生き方」(2024年6月19-23日 東京 新宿スターフィールド)
- 第40回本公演(友池組)「画素数の低い愛」(2025年2月13日-17日 東京 シアターブラッツ)[21]
- 第41回本公演(菅野組)「ONISAMA」(2025年7月17-21日 東京 シアターブラッツ)[22]